# Эль-Кусейр (крепость)
Эль-Кусейр (араб. قلعة القصير‎) — фортификационное сооружение, давшее название городу Эль-Кусейр в Египте. 

## История
Основано в XVI веке турками. 
В конце XVIII века захвачено французскими войсками Наполеона, удерживавшими его несколько лет. 
Крепость использовалась до XX века. 
В настоящее время — музей.